# Árabe sudanés
El árabe sudanés es la variedad de la lengua árabe hablada a través de Sudán. Algunas de las tribus en Sudán todavía tienen acentos similares a los de Arabia Saudí.

## Historia
En 1889 el Diario del Real Instituto Antropológico de Gran Bretaña afirmó que el árabe hablado en Sudán era "un árabe puro pero arcaico". La pronunciación de ciertas letras era como Hijazí, y no egipcia, como la "G" siendo la pronunciación de la letra árabe Qāf y la "J" siendo la pronunciación de Guímel.

### En inglés
- Victoria Bernal, 1991, Cultivating Workers, Peasants and Capitalism in a Sudanese Village, New York: Colombia University Press, see glossary of Sudanese Arabic words pp 203–206.
- James Dickins. 2008. Online Arabic/English Dictionary of Sudanese Arabic, and English/Arabic Dictionary of Sudanese Arabic available at https://web.archive.org/web/20150218153831/http://www.leeds.ac.uk/arts/profile/40000/479/james_dickins.
- James Dickins. 2007a. Sudanese Arabic: Phonematics and Syllable Structure. Wiesbaden: Harrassowitz.
- James Dickins. 2007b. Khartoum Arabic. In The Encyclopedia of Arabic Language and Linguistics (Vol. 2) (K. Versteegh et al. eds.). Leiden: Brill. pp. 559–571, available at http://www.languages.salford.ac.uk/staff/KhartoumArabicArticleDickins.pdf Archivado el 6 de marzo de 2009 en Wayback Machine.
- James Dickins, 2006. The Verb Base in Central Urban Sudanese Arabic. In Grammar as a Window onto Arabic Humanism: A Collection of Articles in Honour of Michael G. Carter (L. Edzard and Janet Watson, eds.). Wiesbaden: Harrassowitz. pp. 155–195.
- Elizabeth M. Bergman, 2004. Spoken Sudanese Arabic, Grammar, Dialogues and Glossary, Springfield, VA, Dunwoody Press.
- Abdel-Hadi Mohammed Omer, 1984, Arabic in the Sudanese setting: A Sociolinguistic study (Language Planning, Diglossia, Standardisation), Unpublished dissertation, Indiana University (available on Proquest).
- Andrew and Janet Persson with Ahmad Hussein, 1979, Sudanese Colloquial Arabic for beginners, Summer Institute of Linguistics, Horsleys Green, High Wycombe, United Kingdom: This book is a good introduction to Sudanese colloquial Arabic as spoken in Khartoum. Text is in both Arabic and Latin scripts, making it accessible to those that do not read Arabic but want basic conversational skills.
- Alan S. Kaye, 1976, Chadian and Sudanese Arabic in the light of comparative Arabic dialectology, Mouton: The Hague, ISBN 90-279-3324-3.
- El Rashid Abubakr, 1970, The noun phrase in the spoken Arabic of Sudan, Unpublished dissertation, University of London, UK.
- J. Spenser Trimmingham, 1946, Sudan Colloquial Arabic, London, Oxford University Press, G. Cumberlege.
- Vincent Llewllyn Grifiths & Abdel Rahman Ali Taha, 1936, Sudan courtesy customs; a foreigner's guide to polite phrases in common use among sophisticated Arabic speaking population of Northern Sudan, Khartoum, published by the Sudan Government.
- S. Hillelson, 1935, Sudan Arabic texts, Cambridge, UK: The University Press.

### En francés
- Michel Baumer, 1968, Les noms vernaculaires soudanais utiles à l'écologiste, Unpublished dissertation, Université de Montpelier, France.

### En alemán
- Randolph Galla, 1997, Kauderwelsch, Sudanesisch-Arabisch Wort für Wort, Reise Know How-Verlag, Bielefeld, 1. Auflage, ISBN 3-89416-302-X
- Stefan Reichmuth, 1983, Der arabische Dialekt der Šukriyya in Ostsudan, Hildesheim, New York: G. Olms (originally authors thesis, Freie Universität, Berlín), ISBN 3-487-07457-5.

### En árabe
- عون الشريف قاسم (ʿAwn al-Sharīf Qāsim), 1972, قاموس اللهجة العامية في السودان (A Dictionary of the Vernacular Dialect in the Sudan), الخرطوم: الدار السودانية للكتاب (Khartoum: Sudanese Publishers).